# 大甜水井胡同
39°54′38″N 116°24′12″E / 39.91062°N 116.40345°E
大甜水井胡同是位于中国北京市东城区中部的一条胡同。现已拓宽为交通干道。

## 简介
大甜水井胡同原来东起王府井大街，西到晨光街。明朝称“甜水井”。清朝宣统年间称“大甜水井”。中华民国时期沿称。1949年后，称“大甜水井胡同”。据传说，该胡同西口原有一口井，水质甘洌，故得名。1965年，将颐寿里、沟沿胡同、梯子胡同、康家胡同并入。文化大革命中，一度改称“人民路三条”。后复名“大甜水井胡同”。
2007年5月15日，王府井地区的霞公府街、王府井西街、大纱帽胡同、大甜水井胡同的设计方案获得批准，其中大甜水井胡同的规划方案为西起南河沿大街，东到王府井大街，道路全长380米。
清朝伦贝子府在大甜水井胡同北侧。

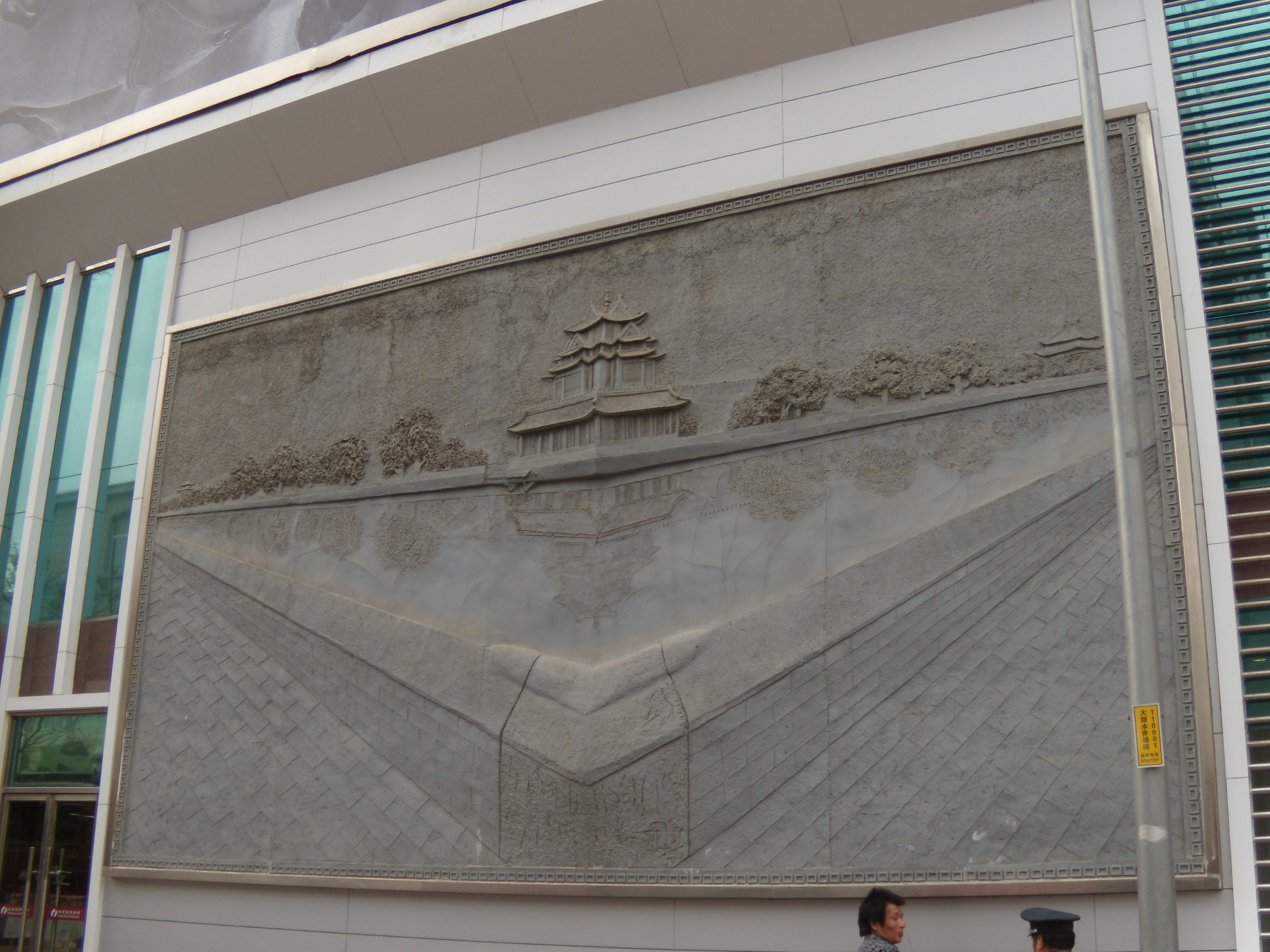
大甜水井胡同东口路北的北京旅游咨询南墙上的雕刻
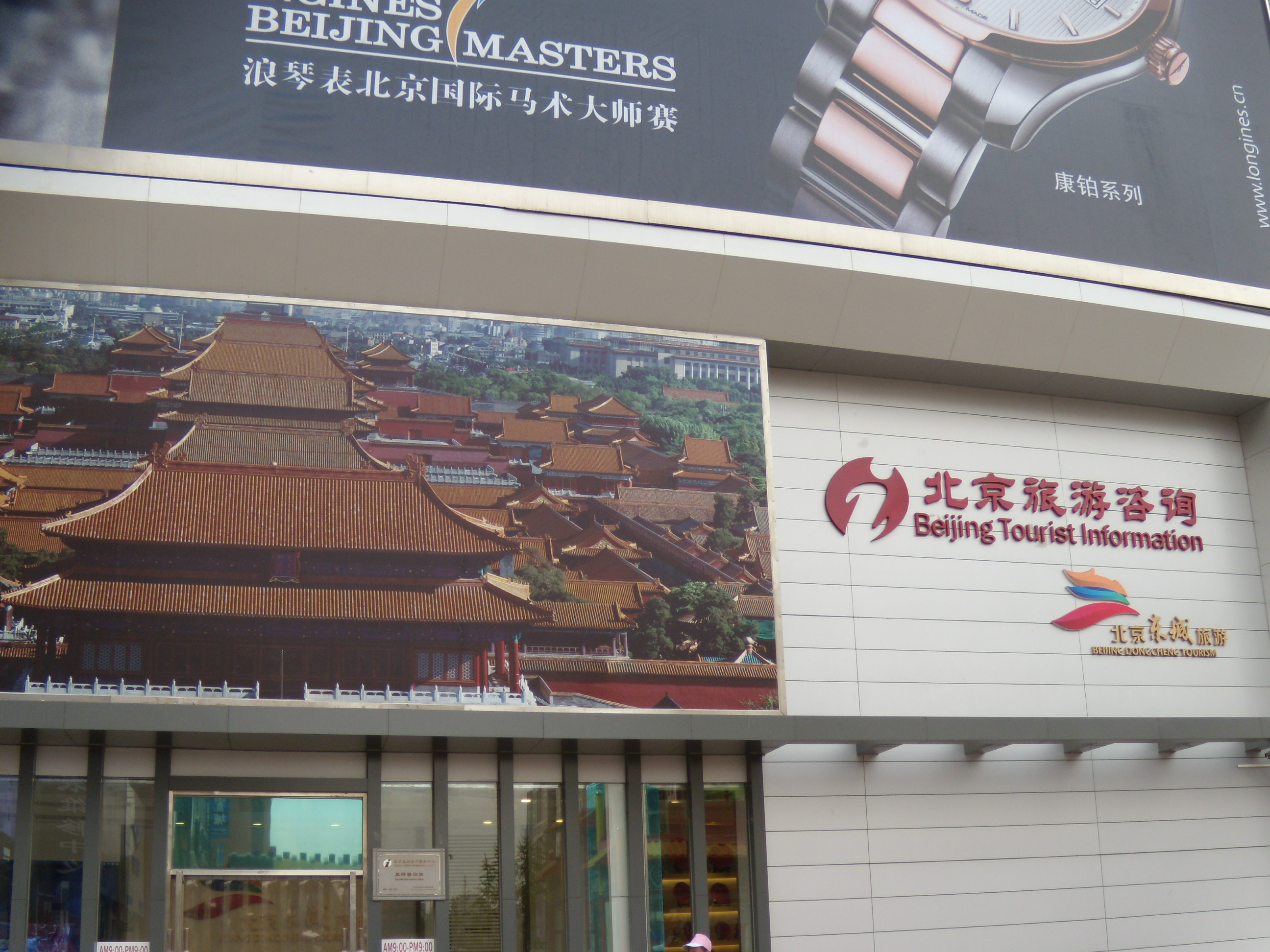
大甜水井胡同东口路北的北京旅游咨询
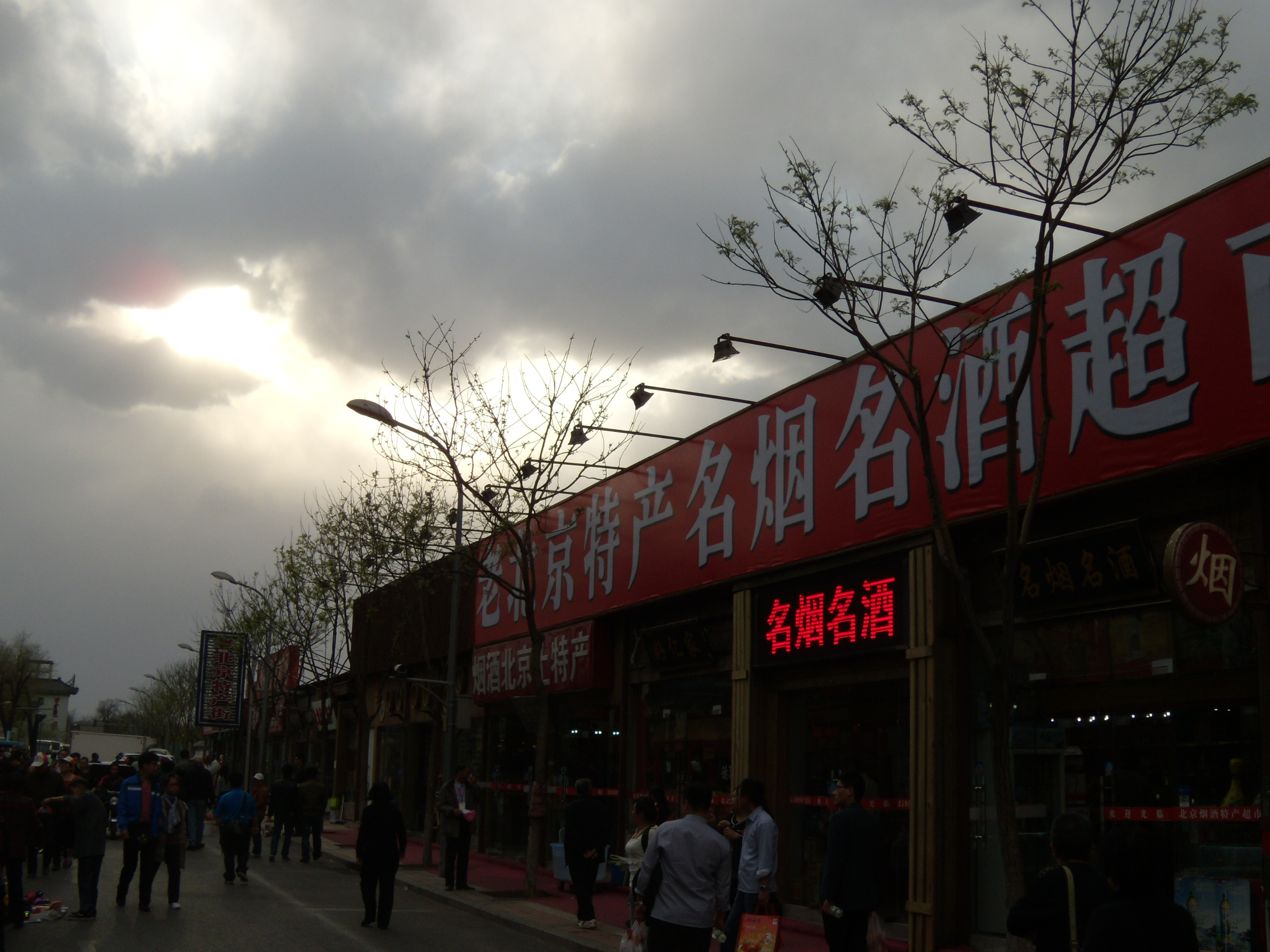
大甜水井胡同北侧
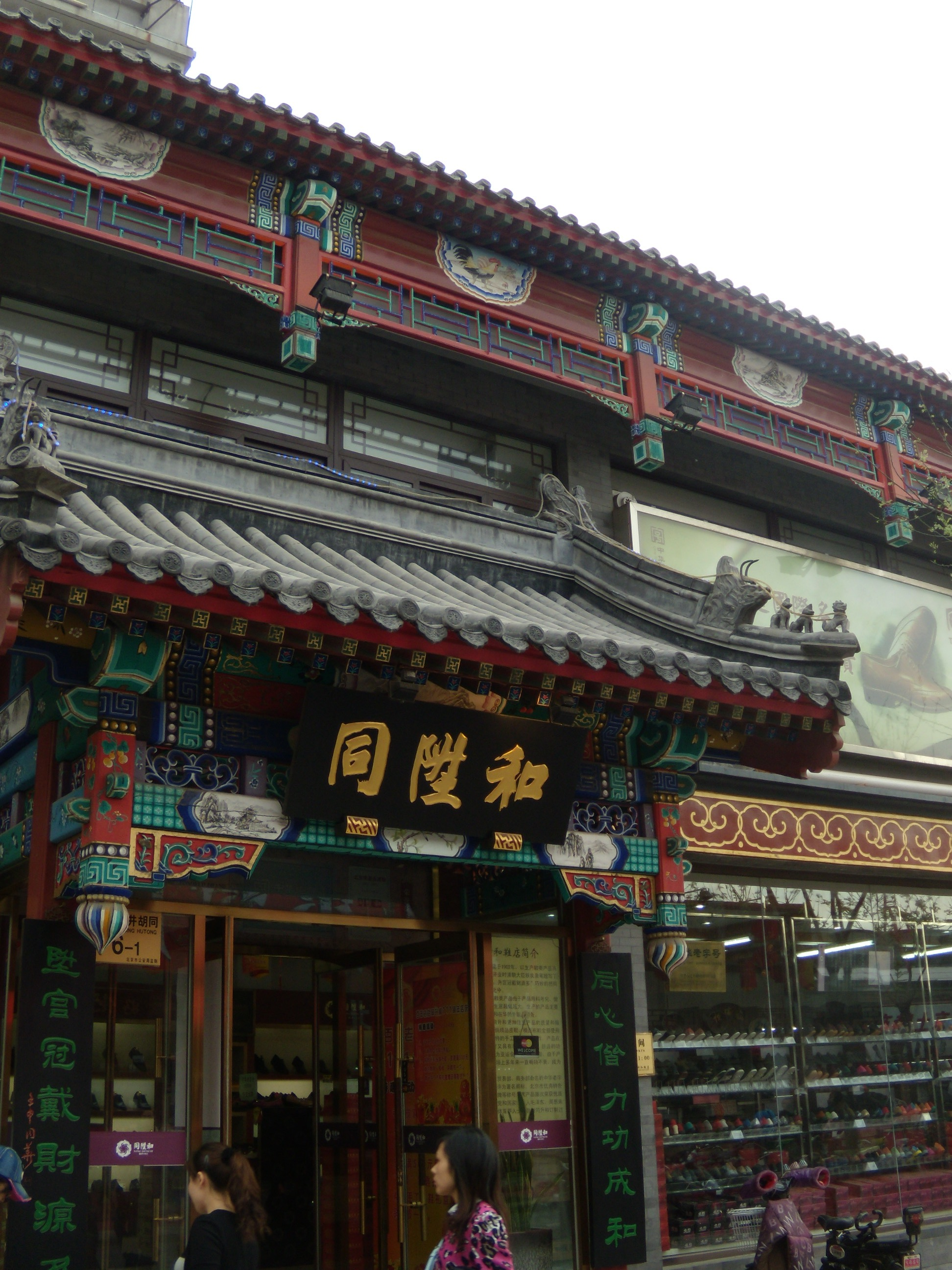
大甜水井胡同南侧的同升和鞋店
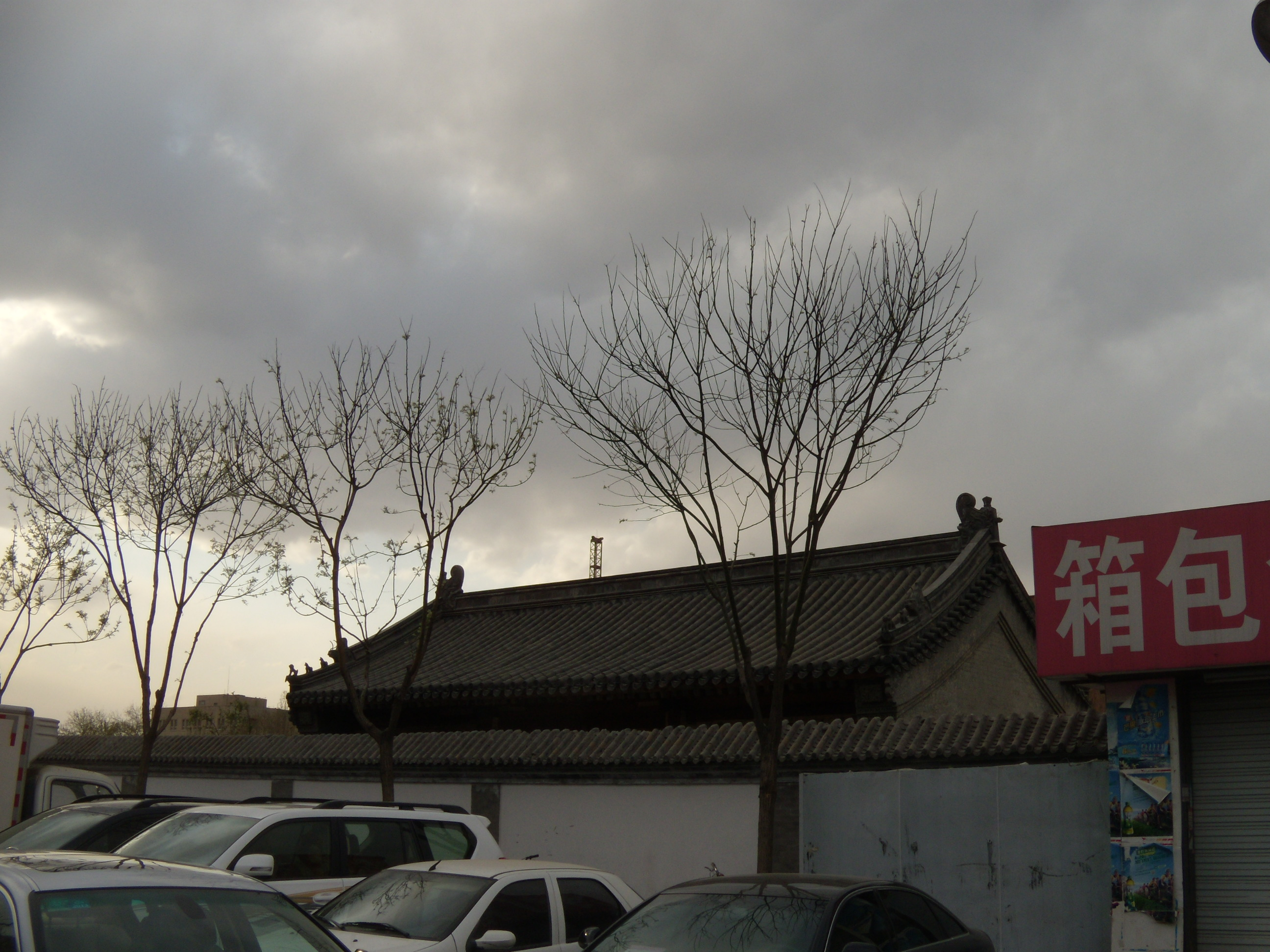
大甜水井胡同北侧复建的伦贝子府大门
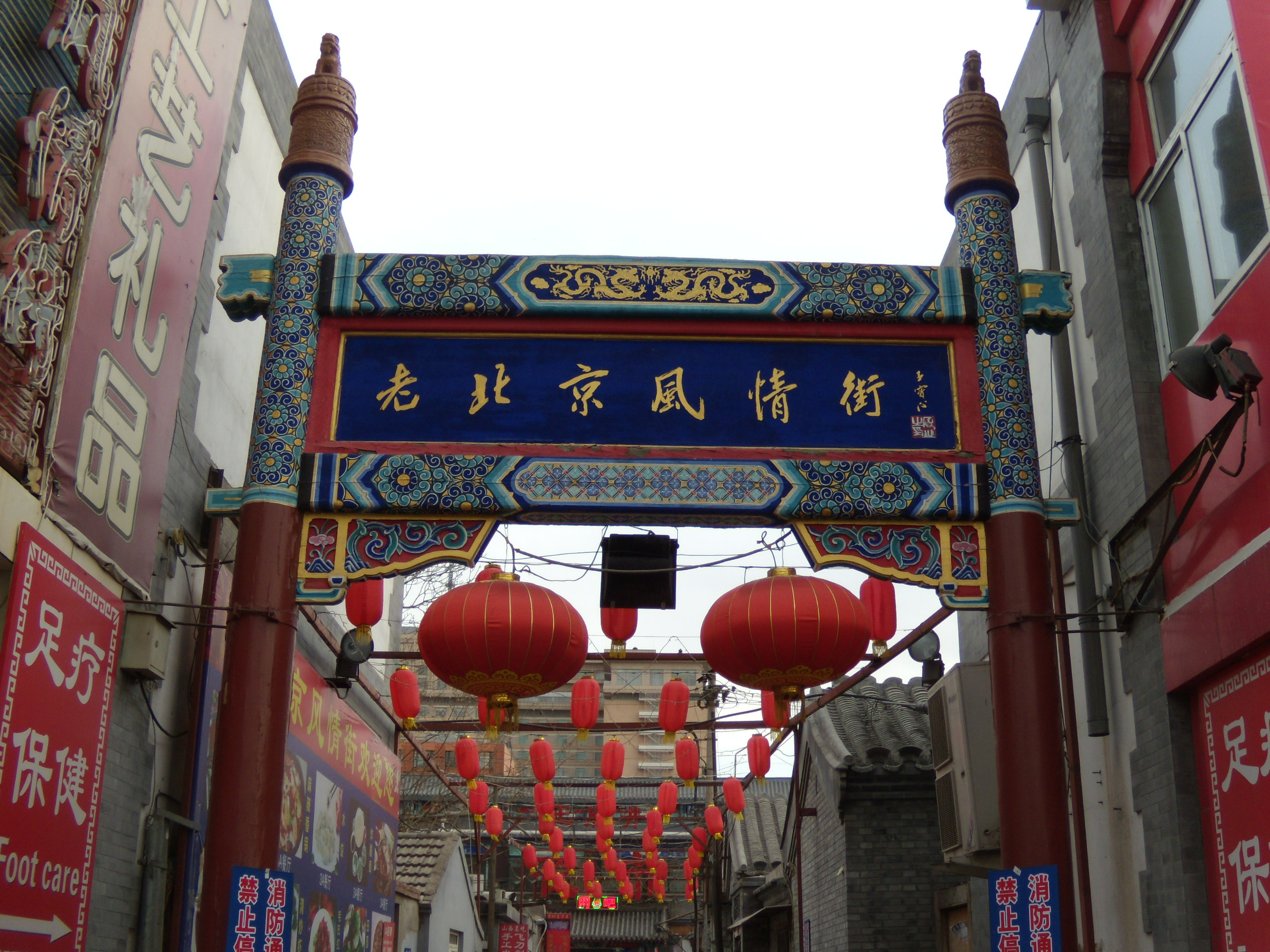
大甜水井胡同南侧的老北京风情街北门
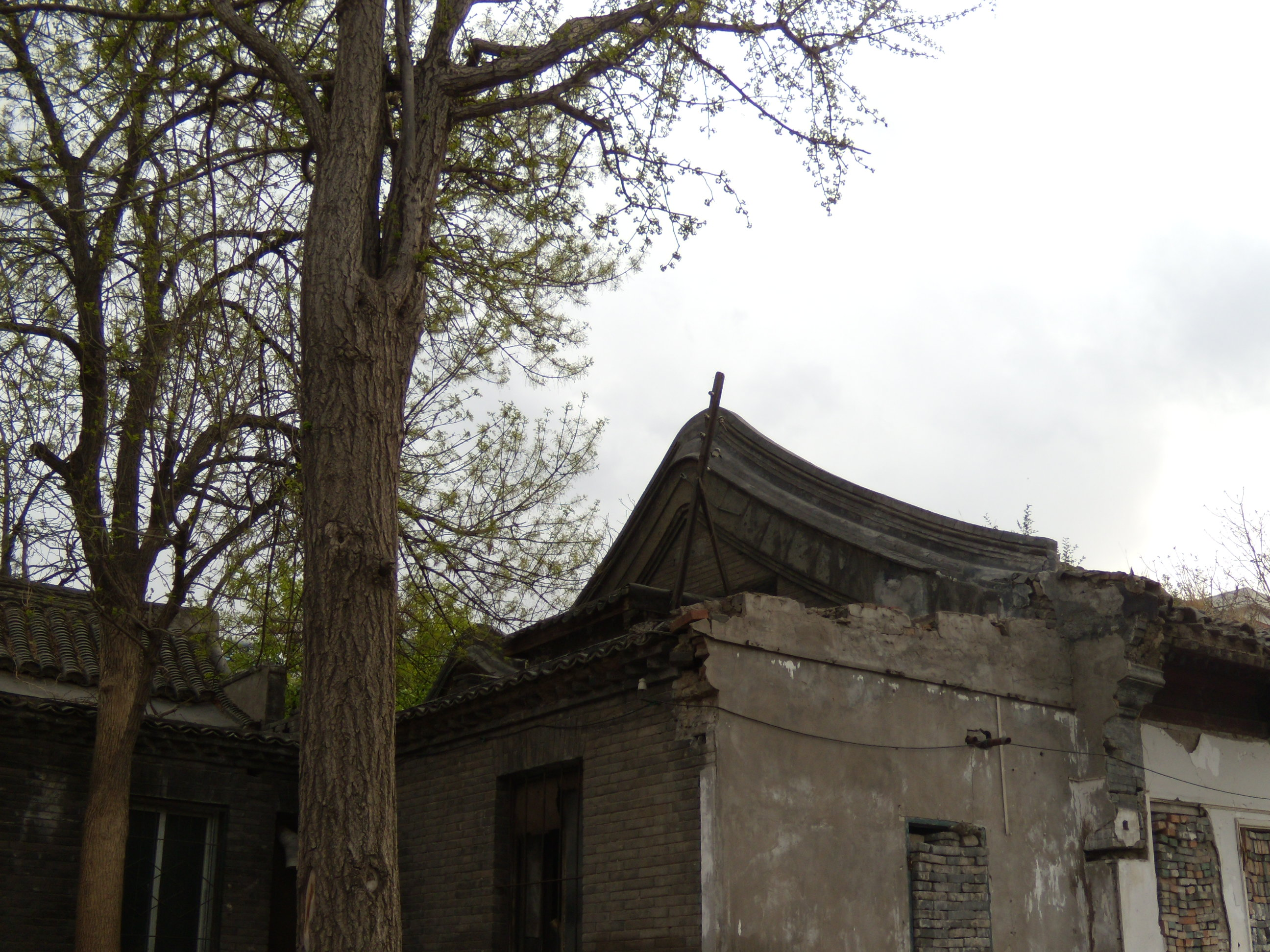
大甜水井胡同南侧原清印铸局旧址范围内的老建筑